# فرمن ترويبا
فرمن ترويبا (بالإسبانية: Fermín Trueba)‏ (و. 1914 – 2007 م) هو راكب دراجة هوائية إسباني، ولد في توريلافيجا، توفي في مدريد، عن عمر يناهز 93 عاماً.

## روابط خارجية
- فرمن ترويبا على موقع أرشيف الدراجات (الإنجليزية)
- فرمن ترويبا على موقع إحصائيات الدراجات الإحترافية (الإنجليزية)
- فرمن ترويبا على موقع CycleBase (الإنجليزية)